# 1606
Évszázadok: 16. század – 17. század – 18. század
Évtizedek: 1550-es évek – 1560-as évek – 1570-es évek – 1580-as évek – 1590-es évek – 1600-as évek – 1610-es évek – 1620-as évek – 1630-as évek – 1640-es évek – 1650-es évek
Évek: 1601 – 1602 – 1603 – 1604 –  1605 – 1606 – 1607 – 1608 – 1609 – 1610 – 1611

## Események

### Határozott dátumú események
- január 31. – Az angol Parlament épülete előtt kivégzik Guy Fawkes-t, az úgynevezett Lőporos összeesküvés legismertebb alakját.[1]
- március 16. – Bocskai fejedelem köleséri kiváltságlevele a hajdúknak.[2]
- június 23. – A bécsi béke megkötése Rudolf magyar király és Bocskai István között.[3] (Lásd még: tizenöt éves háború)
- július 15. – Forgách Zsigmondot választják országbíróvá.[4]
- szeptember 2. – A szoboszlói kiváltságlevél kiadása, melyben Bocskai törvényesíti a hajdúszabadságot. (Ezzel megteremti egy új társadalmi réteg fejlődésének alapjait.)[2]
- november 11. – A zsitvatoroki béke megkötése Rudolf magyar király és a török szultán között.[3] (Lásd még: tizenöt éves háború)
- december 13–23. – A Bocskai István által Kassára összehívott országgyűlés a bécsi béke lehetséges módosításáról tárgyal.[5]

### Határozatlan dátumú események
- az év folyamán – Hajdúnánás városi rangot kap.

## Születések
- július 15. – Rembrandt Harmens van Rijn, németalföldi festő († 1669)
- november 9. – Hermann Conring német tudós, polihisztor († 1681)

## Halálozások
- május 16. – I. Ál-Dmitrij orosz cár[6]
- december 29. – Bocskai István erdélyi fejedelem[7] (* 1557)